# Alestes
Cá chép mỡ châu Phi (Danh pháp khoa học: Alestes) là một chi cá trong họ Alestidae thuộc bộ cá chép mỡ Characiformes được tìm thấy trên lục địa châu Phi. Trước đây chúng có danh pháp là Myletes nhưng danh pháp này trong quá khứ cũng từng được sử dụng cho nhiều loài cá thuộc họ Serrasalminae có ở Nam Mỹ. TRong lưu vực hồ Chad các loài trong chi này và chi Hydrocynus được khai thác làm thực phẩm với phương pháp xông khói hay phơi khô

## Các loài
Hiện tại 7 loài được ghi nhận trong chi này:
- Alestes ansorgii Boulenger, 1910
- Alestes baremoze (Joannis, 1835) (Silversides)
- Alestes dentex (Linnaeus, 1758) (Characin)
- Alestes inferus Stiassny, Schelly & Mamonekene, 2009
- Alestes liebrechtsii Boulenger, 1898
- Alestes macrophthalmus Günther, 1867 (Torpedo robber)
- Alestes stuhlmannii Pfeffer, 1896

Một số loài đồng danh:
- Alestes bouboni Roman, 1973: đồng nghĩa của Brycinus nurse (Rüppell, 1832)
- Alestes chaperi Sauvage, 1882: đồng nghĩa của Brycinus longipinnis (Günther, 1864)
- Alestes longipinnis (Günther, 1864): đồng nghĩa của Brycinus longipinnis (Günther, 1864)
- Alestes luteus Roman, 1966: đồng nghĩa của Brycinus luteus (Roman, 1966)
- Alestes macrolepiditus (Valenciennes, 1850): đồng nghĩa của Brycinus macrolepidotus Valenciennes, 1850
- Alestes macrolepidotus (Valenciennes, 1850): đồng nghĩa của Brycinus macrolepidotus Valenciennes, 1850
- Alestes rutilus Boulenger, 1916: đồng nghĩa của Brycinus macrolepidotus Valenciennes, 1850